# Jordan B. Gorfinkel

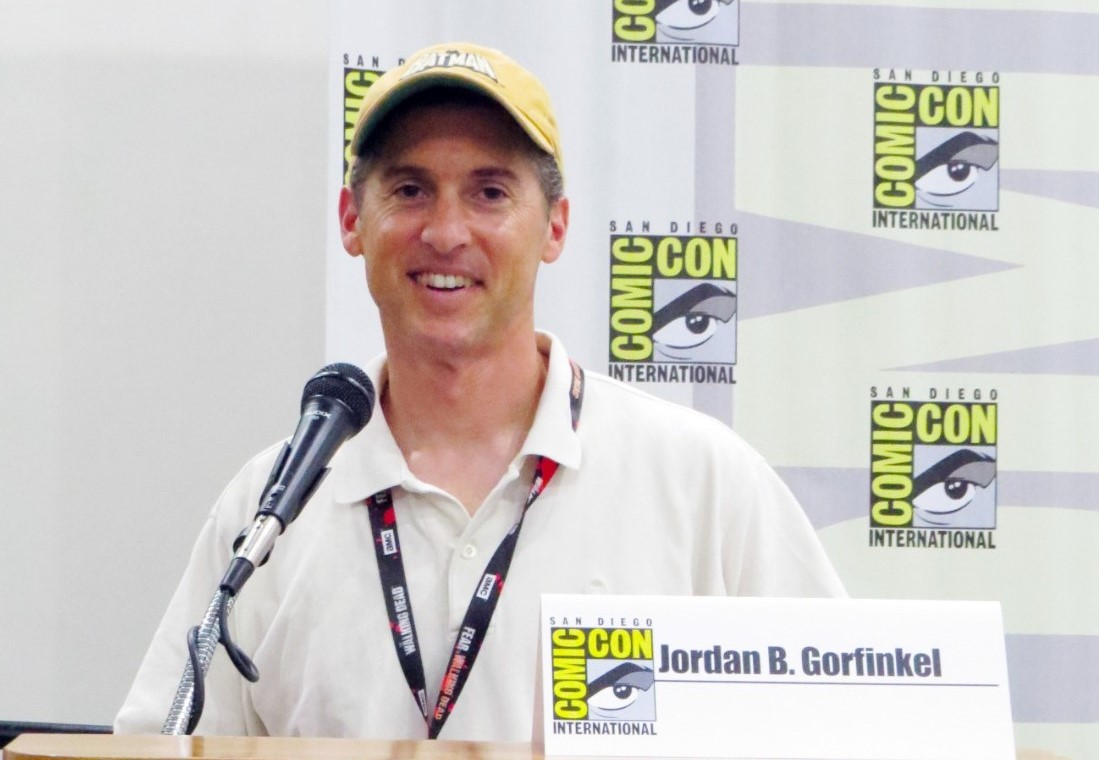
Jordan B. Gorfinkel

Jordan B. Gorfinkel ist ein US-amerikanischer Comicautor, Cartoonist und Verlagsredakteur.

## Leben und Arbeit
Gorfinkel wurde vor allem bekannt als Schöpfer der Comicserie Birds of Prey, die unter anderem Adaption in Form einer gleichnamigen Fernsehserie gefunden hat. Zu seinen weiteren Arbeiten zählt der – meist in Eigenregie verfasste und gezeichnete – Comicstrip Everything’s Relative, der seit 1996 in diversen US-amerikanischen Tageszeitungen erscheint. Eine Adaption dieses Comics befindet sich seit 2007 in der Dauerausstellung des Jüdischen Museums München. Darüber hinaus koordinierte Gorfinkel als Assistent von Dennis O’Neil in den 1990er Jahren für den Verlag DC-Comics die Vermarktung der Figur des Superhelden Batman, einer der bekanntesten und kommerziell erfolgreichsten Figuren im Programm des Verlages.